# Šigeo Hajaši

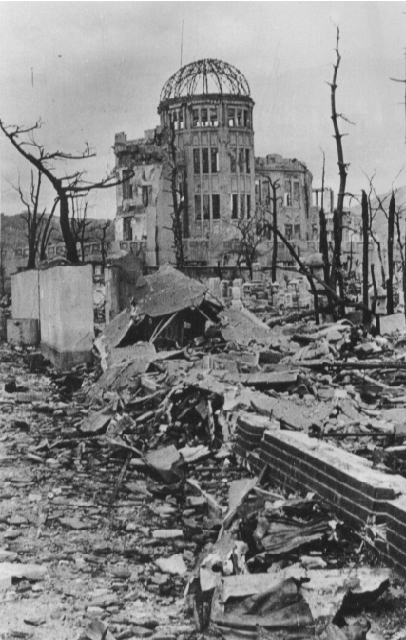
Dóm Genbaku uprostřed zničeného města v říjnu 1945. Fotografie Šigea Hajašiho, jednoho ze dvou fotografů připojených k týmům akademického průzkumu.

Šigeo Hajaši (林 重男, Hayashi Shigeo, 1918, Kamiósaki, Šinagawa, Tokio – 1. září 2002) byl japonský fotograf aktivní ve 20. století. Fotografoval v oblastech Hirošima a Nagasaki, které byly bombardovány atomovými bombami.

## Životopis
Narodil se v roce 1918. Po třech letech služby v armádě zahájil v roce 1943 svou kariéru fotografa v japonském propagandistickém časopise FRONT. V září 1945 byl jedním ze dvou fotografů přidělených Special Committee for the Investigation of A-bomb Damage (Zvláštním výborem pro vyšetřování škod způsobených A-bombou), aby dokumentoval následky atomového bombardování Hirošimy a Nagasaki. V následujících desetiletích pracoval jako komerční fotograf.
Zemřel 1. září roku 2002 ve věku 84 let.

## Knihy sdíly Šigea Hajašiho
- Association to Establish the Japan Peace Museum, ed. Ginza to sensō (銀座と戦争) / Ginza and the War. Tokyo: Atelier for Peace, 1986. ISBN 4-938365-04-9. Hajaši je jedním z deseti fotografů — další jsou: Ken Domon, Tadahiko Hajaši, Kójó Išikawa, Kójó Kagejama, Šunkiči Kikuči, Ihei Kimura, Kódži Morooka, Minoru Óki a Maki Sekiguči — autoři poskytují 340 fotografií v bohatě ilustrované fotografické historii města Ginza od roku 1937 do roku 1947. Titulky a text japonsky a anglicky.
- Kaku: Hangenki (核：半減期) / The Half Life of Awareness: Photographs of Hiroshima and Nagasaki. Tokyo: Tokijské muzeum fotografie, 1995.  Výstavní katalog; titulky a text japonsky a anglicky. Obsahuje 12 stran fotografií, které pořídil Ken Domon v letech 1957 a 1967 v Hirošimě (další autoři: Tošio Fukada, Kikudžiró Fukušima, Ken Domon, Kendži Išiguro, Šunkiči Kikuči, Micugi Kišida, Eiiči Macumoto, Jošito Macušige, Šómei Tómacu, Hiromi Cučida a Jósuke Jamahata). Text a titulky japonsky a anglicky.